# Changanassery
Changanassery är en stad i den indiska delstaten Kerala, och tillhör distriktet Kottayam. Folkmängden uppgick till 47 685 invånare vid folkräkningen 2011, med förorter 127 987 invånare.